# Fairmile D
Le unità navali tipo Fairmile D erano delle imbarcazioni tipo MTB/MGB britanniche progettate da Bill Holt della Fairmile Marine per la Royal Navy. Soprannominate "Dog Boats", sono stati progettate per combattere i noti vantaggi delle E-boat tedesche rispetto alle precedenti progetti di imbarcazioni costiere britanniche. Le Fairmile D erano più grandi dei precedenti modelli di motosiluranti e motocannoniere che in genere erano di circa 70 piedi ma più lente, con una velocità di 30 nodi rispetto ai 40 nodi dei modelli precedenti. Tra il 1942 e il 1944 ne vennero varate ben 229 unità.

## Caratteristiche
Le Faimile D avevano lo scafo in legno dalla forma unica, in quanto esso aveva una struttura con prua a 'V' pronunciato, che si raccordava poi con una carena tonda grazie ad uno scalino, ma l'elevata velocità possibile con tali mezzi navali si ripercuiteva nei punti deboli dello scafo, troppo grande per la sua struttura lignea e con la velocità di 29 nodi, si dovevae rinforzare e riparare lo scafo sempre più di frequentemente.
Le possibilità di armamento erano varie, motocannoniera, motosilurante combinata (MTB/MGB), con una dotazione di due cannoni da 57 mm, quattro mitragliere Oerlikon da 20 mm, in due impianti singoli e un impianto binato, due mitragliatrici da 7,7 mm, con alcune unità che mitragliatrici da 12,7 mm e altre una dotazione di quattro siluri da 457mm, e qualcuna addirittura con un cannone da 114 mm a prua, a canna corta. Chiaramente con i molti sforzi da dover sopportare la struttura ne risentiva.
I motori erano quattro da 5.000 hp, con gli utili ed efficienti riduttori molto presto adottati per la sua efficienza complessiva.

## Servizio
Innumerevoli i combattimenti contro le unità costiere dell'Asse, specie le S-Boot. Alcune unità sono state costruiti per il Marine Branch della RAF, il servizio marittimo della Royal Air Force per essere utilizzate nel soccorso aereo-navale a lungo raggio per aviatori abbattuti. Due barche catturate furono messe in servizio della Kriegsmarine.